# Аргумент Икеды — Джеффериса
Аргуме́нт Ике́ды — Дже́ффериса является контраргументом к т. н. «аргументу тонкой настройки» (a fine-tuning argument) — одному из основных аргументов креационистов и сторонников Разумного замысла.
Из теоремы следует, что в случае, когда законы природы благоприятны для существования и/или возникновения жизни, вероятность вмешательства в эти процессы некоего «разумного творца» ниже, чем в случае произвольных законов природы, при которых жизнь всё же существует, потому что в первом случае во вмешательстве творца меньше необходимости. С логической точки зрения (без привлечения математики) подобный аргумент был разобран Джоном Стюартом Миллем в книге «Теизм» («Theism») 1874 года.

## Теорема
Давно замечено, что основные физические константы имеют довольно серьёзные ограничения на возможные наблюдаемые значения. Например, при изменении константы сильного взаимодействия всего на пару процентов в ту или иную сторону всё разнообразие химических элементов пропало бы, и жизнь была бы невозможна. Другие константы не менее чувствительны к малым изменениям. Создаётся впечатление, что лишь вмешательство сверхъестественных сил способно так точно подогнать все константы друг ко другу, чтобы смогла зародиться жизнь, появиться люди, разум и т. д. Следовательно, аргументируют креационисты, если тонкая настройка констант — маловероятное событие для естественной Вселенной, то наша Вселенная вероятнее всего искусственная. Например, создана искусным Богом-Творцом.
Математик Майкл Икеда и астроном Уильям Джефферис предлагают оценить креационистский аргумент с точки зрения теории вероятностей, в частности сравнить байесовы вероятности. Они утверждают, что тонкая настройка мировых констант совсем не является условием для существования Разумного Творца, и что аргумент креационистов — это просто некорректное обращение с условными вероятностями.

### Доказательство
Обозначим естественную вселенную как {\displaystyle \displaystyle N} («naturalistic»), тогда вселенная, в которой хоть иногда действует Высшее Существо, будет обозначена как {\displaystyle \displaystyle (\,\neg N)}.
Далее будем исходить из следующих посылок, с истинностью которых согласны и креационисты, и «натуралисты»:
- {\displaystyle \displaystyle L=} «наша вселенная существует и населена» (от «life»),
- {\displaystyle \displaystyle F=} «константы и законы нашей вселенной благоприятствует возникновению и/или существованию жизни» (от «friendly»),
- {\displaystyle \displaystyle N\land L\to F,} то есть «жизнь в естественной вселенной может существовать и появляться только в том случае, если законы благоприятны» (это так называемый «слабый антропный принцип»).

Согласно теории вероятностей можно записать следующие соотношения относительно этих (истинных) утверждений:
- {\displaystyle \displaystyle P(L)=1},
- {\displaystyle \displaystyle P(F)=1},
- {\displaystyle \displaystyle P(F|N\land L)=1}.

Рассмотрим как влияет условие тонкой настройки (то есть «дружественности») Вселенной на вероятность того, что жизнь возникла естественным образом и существует без вмешательства Творца. Для этого сравним следующие условные вероятности:
- {\displaystyle \displaystyle P(N|L)} — вероятность того, что вселенная естественна {\displaystyle \displaystyle (N),} при условии, что в ней есть жизнь {\displaystyle \displaystyle (L);}
- {\displaystyle \displaystyle P(N|L\land F)} — вероятность того, что вселенная естественна {\displaystyle \displaystyle (N),} при условии, что в ней есть жизнь {\displaystyle \displaystyle (L)} И имеется тонкая настройка {\displaystyle \displaystyle (F).}

Некоторые креационисты утверждают, что добавление условия {\displaystyle \displaystyle F} должно уменьшить вероятность события {\displaystyle \displaystyle N} (то есть увеличить вероятность {\displaystyle \displaystyle \neg N}). Однако теорема Икеды-Джеффериса показывает обратное: внесение дополнительного условия {\displaystyle \displaystyle F} не снижает, а, возможно, увеличивает вероятность естественного образования жизни, то есть:
{\displaystyle \displaystyle P(N|L)\leq P(N|L\land F).}
Вывод теоремы:

{\displaystyle \displaystyle P(N|L\land F)={\frac {P(F|N\land L)\cdot P(N|L)}{P(F|L)}}.}

Поскольку мы приняли, что {\displaystyle \displaystyle P(F|N\land L)=1} (слабый антропный принцип), то последняя дробь равна {\displaystyle \displaystyle {\frac {P(N|L)}{P(F|L)}}.}

Её знаменатель, как и любая вероятность, по определению лежит в пределах от нуля до единицы:

{\displaystyle \displaystyle 0<P(F|L)\leq 1;}

следовательно, сама дробь больше своего числителя (или, по крайней мере, равна ему), и

{\displaystyle \displaystyle P(N|L\land F)\geq P(N|L),}

что и требовалось доказать.
Также существует доказательство для случая мультивселенной.
Икеда и Джефферис считают, что сторонникам теории Разумного Творения следовало бы искать доказательств того, что Творец настроил вселенную из рук вон плохо.

## Поясняющая аналогия
Рассмотрим колонию бактерий, живущую в определённой среде. Если эта среда хорошо подходит для жизнедеятельности бактерий (например, лежащее на земле гниющее яблоко в тёплом влажном климате), вряд ли появится необходимость домысливать внешнее разумное вмешательство, помогающее бактериям поддерживать своё существование. Напротив, весьма маловероятно, что колония бактерий в чистой чашке Петри (в «плохо приспособленной для жизни вселенной») способна прожить без вмешательства со стороны микробиолога, время от времени добавляющего питательный бульон.